# Glenn Curtis
Glenn M. Curtis (Eminence, 19 maggio 1890 – Indianapolis, 25 novembre 1958) è stato un allenatore di pallacanestro statunitense, attivo nella NCAA, nella BAA e nella NBL.